# Катру, Жорж
Жорж Альбер Жульен Катру (фр. Georges Albert Julien Catroux; 29 января 1877 года, Лимож — 21 декабря 1969 года, Париж) — французский военный и государственный деятель, дипломат, генерал армии, Великий канцлер ордена Почётного легиона.

## Биография
Жорж Катру родился 29 января 1877 года в Лиможе в семье кадрового офицера. 28 октября 1896 года поступил в Сен-Сирское военное училище, после окончания которого в 1898 году вышел в ряды пеших егерей. С 1900 года служил лейтенантом Иностранного легиона в Северной Африке. С 1903 по 1906 год служил в Индокитае под началом генерал-губернатора Поля Бо. С 1906 года вновь служил в Северной Африке, где до 1911 года принимал участие во всех боевых операциях французских войск по занятию Марокко. С 1911 года находился в распоряжении Алжирского генерал-губернатора Люто.

### Первая мировая война
Во время Первой мировой войны командир батальона 2-го полка алжирских стрелков. 5 октября 1915 года был ранен под Аррасом и попал в германский плен, где познакомился с капитаном Шарлем де Голлем. Совершил три неудачных попытки побега из плена. Освобождён после окончания войны.

### Служба в Азии и Северной Африке
В 1919—1920 годах служил во французской военной миссии в Аравии. 
После конференции в Сан-Ремо в апреле 1920 года назначен губернатором Государства Дамаск (часть французского мандата в Сирии) и cформировал администрацию и правительство Сирии. 
В 1923—1925 годах — военный атташе в Стамбуле. 
С июня по октябрь 1925 года принял участие в Рифской войне в Марокко, находясь на штабных должностях. В 1926 году вызван в Левант под начало верховного комиссара Анри де Жувенеля, где выступил в поддержку предоставления независимости Сирии и Ливану. 
В 1927—1930 годах — командир 6-го полка алжирских стрелков в звании полковника. Произведён в генералы. В 1930—1931 годах — командующий войсками в Айн-Сефре, Алжир, с 27 мая 1931 года — командующий войсками в Марракеше. С 1 декабря 1935 года — начальник 14-й пехотной дивизии, с 16 сентября 1936 года — командир XIX армейского корпуса в Алжире.
29 января 1939 года оставил военную службу.

### Служба во Французском Индокитае
20 августа 1939 года назначен генерал-губернатором Французского Индокитая. С началом Второй мировой войны и поражением Франции в борьбе с нацистской Германией и фашистской Италией открыто занял антинацистскую и антифашистскую политическую позицию. 25 июня 1940 года отстранён от должности генерал-губернатора из-за разногласий с правительством Петена.

### Участие в движении «Свободная Франция»/«Сражающаяся Франция»
В августе 1940 года, отзываясь на «призыв 18 июня», вступил в движение «Свободная Франция» генерала де Голля. Прибыл в Лондон, где 17 сентября 1940 года встретился с премьер-министром Великобритании Уинстоном Черчиллем. В октябре 1940 года по поручению де Голля отправился на Ближний Восток, где предпринял попытку привлечь на сторону «Свободной Франции» французское командование в Сирии (генерал Анри Денц), но потерпел неудачу.
В 1940—1941 годах — командующий войсками «Сражающейся Франции» на Среднем Востоке. 1 ноября 1940 года произведён в армейские генералы. В июне 1941 года от имени генерала де Голля провозгласил независимость Сирии и Ливана и был заочно приговорён к смертной казни судом правительства Виши. После вторжения британских войск в Сирию с помощью английских союзников установил контроль над территорией Сирии и Ливана.
С 24 июня 1941 года — верховный комиссар и главнокомандующий в Леванте. С марта по июнь 1943 года исполнял должность генерал-губернатора Алжира. Установил непосредственные военно-дипломатические отношения с Советским Союзом и Верховным Главнокомандованием РККА через советского военного дипломата генерал-майора А. Ф. Васильева, прибывшего в 1942 году во главе военной миссии РККА в Алжир.
С 7 июня по 10 сентября 1944 года — комиссар-координатор по делам мусульман и государственный комиссар по делам мусульман Комитета национального освобождения и Временного правительства Франции. С 10 сентября 1944 по 13 января 1945 года — министр по делам Северной Африки.

### На дипломатической службе
13 января 1945 года назначен на пост посла Франции в СССР.
10 мая 1945 года удостоен Большого креста ордена Почётного легиона. 11 апреля 1948 года отозван из СССР в Париж с назначением на должность дипломатического советника при правительстве Франции.
1 октября 1954 года назначен Великим канцлером ордена Почётного легиона, а с 10 июля 1964 года — и Национального ордена Заслуг. Одновременно с 1 по 7 февраля 1956 года занимал пост министра-резидента в Алжире в правительстве Ги Молле (не смог вступить в должность из-за беспорядков в Алжире).

### Выход в отставку и кончина
15 февраля 1969 года вышел в отставку.
Умер 21 декабря 1969 года в госпитале Валь-де-Грас в Париже. Похоронен в парижской церкви Святого Людовика Дома Инвалидов.

## Семейная жизнь
Был трижды женат, имел двух сыновей и двух дочерей.

## Память
В честь генерала Жоржа Катру названа площадь в 17-м округе Парижа.

## Награды
Французские:
- Большой крест ордена Почётного легиона (10 мая 1945 года)

- Большой офицерский крест ордена Почётного легиона (30 декабря 1933 года)

- Орден Освобождения (23 июня 1941 года)
- Воинская медаль
- Большой крест Национального ордена Заслуг
- Военный крест 1914—1918 (4 приказа)
- Военный крест 1939—1945 с пальмовой ветвью
- Военный крест иностранных театров военных действий
- Медаль «За побег из плена»
- Медаль Воздухоплавания
- Командорский крест ордена Заслуг перед ветеранами
- Командорский крест ордена Сахарских заслуг
- Командорский крест ордена Искусств и литературы
- Колониальная медаль с планками «Maroc 1925» и «Sahara»
- Памятная Марокканская медаль с планками «Haut-Guir» и «Oujda»
- Памятная Сирийско-Киликийская медаль
- Медаль «В память о войне 1914—1918»
- Медаль Победы в Первой мировой войне
- Большой крест ордена Дракона Аннама

Иностранные:
- Большой крест ордена Бани (Великобритания)
- Орден «Легион Почёта» степени командора (США)
- Большой крест ордена Леопольда (Бельгия)
- Большой крест ордена Короны (Бельгия)
- Военный крест 1940—1945 с пальмовой ветвью (Бельгия)
- Большой крест ордена «За заслуги перед ФРГ» (ФРГ)
- Большой крест Королевского ордена Камбоджи (Камбоджа)
- Орден Военных заслуг (Испания)
- Великий офицер Национального ордена Заслуг (Габон)
- Большой крест ордена Георга I (Греция)
- Большой крест ордена «За заслуги перед Итальянской Республикой» (Италия)
- Большая лента ордена Звезды (Иордания)
- Большая лента ордена Миллиона слонов (Лаос)
- Большая лента ордена Кедра (Ливан)
- Большая лента ордена Заслуг (Ливан)
- Командор ордена Чёрной звезды (Бенин)
- Большая лента ордена Уиссам-Алауит (Марокко)
- Шарифский орден Военных заслуг (Марокко)
- Большой крест ордена Святого Олафа (Норвегия)
- Командор ордена Пакистана (Пакистан)
- Большая лента ордена Заслуг (Сирия)
- Большой крест ордена Союза (Nichan al-Ahed al-Aman; Тунис)
- Большой крест Национального ордена Югославии (Югославия)

## Публикации
Жорж Катру был автором публикаций:
- Dans la bataille de la Méditerranée (1950)
- J’ai vu tomber le rideau de fer (1951)
- Lyautey le Marocain (1952)
- Deux missions au Moyen-Orient, 1919—1922 (1958)
- Deux actes du drame indochinois (1959)